# Segelgrundshällarna
Segelgrundshällarna är skär i Åland (Finland). De ligger i Bottenhavet eller Skärgårdshavet och i kommunen Eckerö i landskapet Åland, i den sydvästra delen av landet. Öarna ligger omkring 35 kilometer nordväst om Mariehamn och omkring 300 kilometer väster om Helsingfors. Segelgrundshällarna ligger 1 meter över havet.
Arean för den av öarna koordinaterna pekar på är 0,4 hektar och dess största längd är 160 meter i nord-sydlig riktning. Trakten är glest befolkad. Närmaste större samhälle är Hammarland, 16,5 km sydost om Segelgrundshällarna.